# دم رادولسکو
دِم رادولسکو (رومانیایی: Dem Rădulescu؛ ‏ ۲۱ سپتامبر ۱۹۳۱ – ۱۷ سپتامبر ۲۰۰۰) بازیگر اهل رومانی بود. وی بین سال‌های ۱۹۵۹ تا ۱۹۹۶ میلادی فعالیت می‌کرد.
از فیلم‌ها یا برنامه‌های تلویزیونی که وی در آن نقش داشته‌است، می‌توان به انفجار، راز باخوس، تلگرام، هفت مرد و یک بدکاره، امشب در خانه خواهیم رقصید و نمایش افتتاحیه اشاره کرد.